# Agrotis coquimbensis
Agrotis coquimbensis là một loài bướm đêm trong họ Noctuidae.